# Gualterus Sylvanus
Gualterus Sylvanus, ook Wolter Gerritsen of Wolter Wolters, (Doesburg, ca. 1573 – aldaar, begraven 10 mei 1653) was rector, onderwijshervormer, dichter, geschiedschrijver en burgemeester. Hij is vooral bekend geworden als rector aan de Latijnse School van Deventer (1603-1619), om zijn pentameter op de toren van de Lebuinuskerk (ca. 1613) en van zijn beschrijving van Deventer (ca. 1616).

## Beginjaren, studie en eerste functies
Sylvanus werd geboren in Doesburg als zoon van burgemeester Gerrit Wolthers. In 1590 schreef hij zich in op de Universiteit Leiden, waar hij vrije kunsten en theologie studeerde. In 1594 werd hij door Everard van Bronkhorst genoemd in een reactie op een verzoek van de Deventer magistraat om eventuele kandidaten voor het rectoraat aan de Latijnse School in Deventer. Van Bronkhorst was na zijn burgemeesterschap in Deventer als hoogleraar verbonden aan de Universiteit van Leiden. Hij beschreef Sylvanus als bekwaam in het Latijn en deels in het Grieks, maar dacht dat hij vanwege zijn jonge leeftijd (21 jaar) en kleine postuur mogelijk onvoldoende gezag uit zou stralen voor de hogere klassen. De Deventer stadsregering ging niet direct op deze aanbieding in. Sylvanus had al lesgegeven op private scholen en gaf ook van 1594 tot eind 1597 les in Leiden. Hierna trok hij terug naar Doesburg, waar hij van 1598 tot 1600 secretaris was. In december 1599 betrok hij de functie van conrector aan de Latijnse school van Harderwijk.

## Periode in Deventer
Waar de Deventer magistraat in 1594 niet was ingegaan op de sollicitatie van Sylvanus, kwam hij in 1603 na een nieuwe, lange zoektocht naar een rector opnieuw in beeld. Het stadsbestuur en Sylvanus kwamen tot een overeenkomst, waarbij Sylvanus vanaf Pasen 1603 het rectoraat aan de Latijnse School van Deventer op zich nam. Voorafgaand aan Sylvanus' komst had de school een tijd gekend van kort dienstdoende en niet altijd succesvolle rectors. Het relatief lage traktement had hier mede mee van doen. De magistraat van Deventer had aanvankelijk ook geen volledig vertrouwen in Sylvanus. In het contract voor zes jaar werd het eerste jaar als proefjaar opgenomen. Sylvanus wist het vertrouwen echter te winnen en mocht aanblijven. In 1607 trouwde hij met Oda Roothuis, de dochter van predikant Thomas Roothuis. In 1608 werd onder meer zijn salaris verhoogd en ontving hij het halve burgerschap om te voorkomen dat hij een aantrekkelijke benoeming tot preceptor aan de Latijnse school in Delft zou aannemen.
Hoewel Sylvanus zijn werkzaamheden over het algemeen naar tevredenheid van de magistraat uitvoerde, waren er ook strubbelingen. Naar zijn zeggen had hij het onderwijs en de school in verwaarloosde staat aangetroffen, en hij probeerde meermaals verbeteringen door te voeren. Hoewel er begrip was voor zijn opmerkingen konden, vanwege heersende gewoonten en het gebrek aan financiën, weinig van zijn wensen worden ingewilligd. Wel kreeg hij de vrijheid om het Vocabularius (woordenschat) en Donaat (spraakkunst) te vervangen door de door hem zelf opgestelde Rudimenta linguae Latinae (ca. 1604). Ook werd het klaslokaal voorzien van banken. Sylvanus was enigszins terughoudend in het doordrammen van zijn wensen, omdat hij eerder al was ontslagen vanwege zijn goeden raet.
In 1608 had hij een aanvaring met de vrouw van de overleden dominee Gosmanus, vermoedelijk aangaande het onderwijs op de school. Ook in 1611 keerden enkele ouders van leerlingen zich tegen hem, waarbij Sylvanus werd bijgestaan door de scholasters. Sylvanus kreeg de schuld van de slechte staat van het onderwijs aan de school, en werd Novateur genoemd. Een aantal leerlingen ontving van hem extra lessen Grammatica, omdat hiervoor zijns inziens onvoldoende ruimte was in het lesprogramma. De kennelijke noodzaak van deze bijlessen en de onbekendheid met Sylvanus' pogingen om verbeteringen door te voeren, leidden ertoe dat het lage niveau van het onderwijs hém werd aangerekend. Op verzoek van de magistraat om schriftelijke verantwoording, schreef Sylvanus een Deductie met begeleidende brief, waarin hij zijn observaties, visie en inspanningen vastlegde. Hij sprak zich daarin streng uit tegen de ouders vanwege de nonchalante mentaliteit rond het thuishouden van kinderen (schoolverzuim). Anderzijds beklaagde hij zich over het feit dat de docenten op school als 'kindermeisjes' moesten oppassen op jongens van zelfs vier jaar oud en dat ze als goedkope huiswerkbegeleiders fungeerden doordat de ouders zich niet over hun schoolgaande kroost bekommerden. Aan de tijd die hij wilde lesgeven lag het niet: het aantal vakantie-uren mocht in zijn optiek danig worden teruggeschroefd om het onderwijs op peil te brengen.

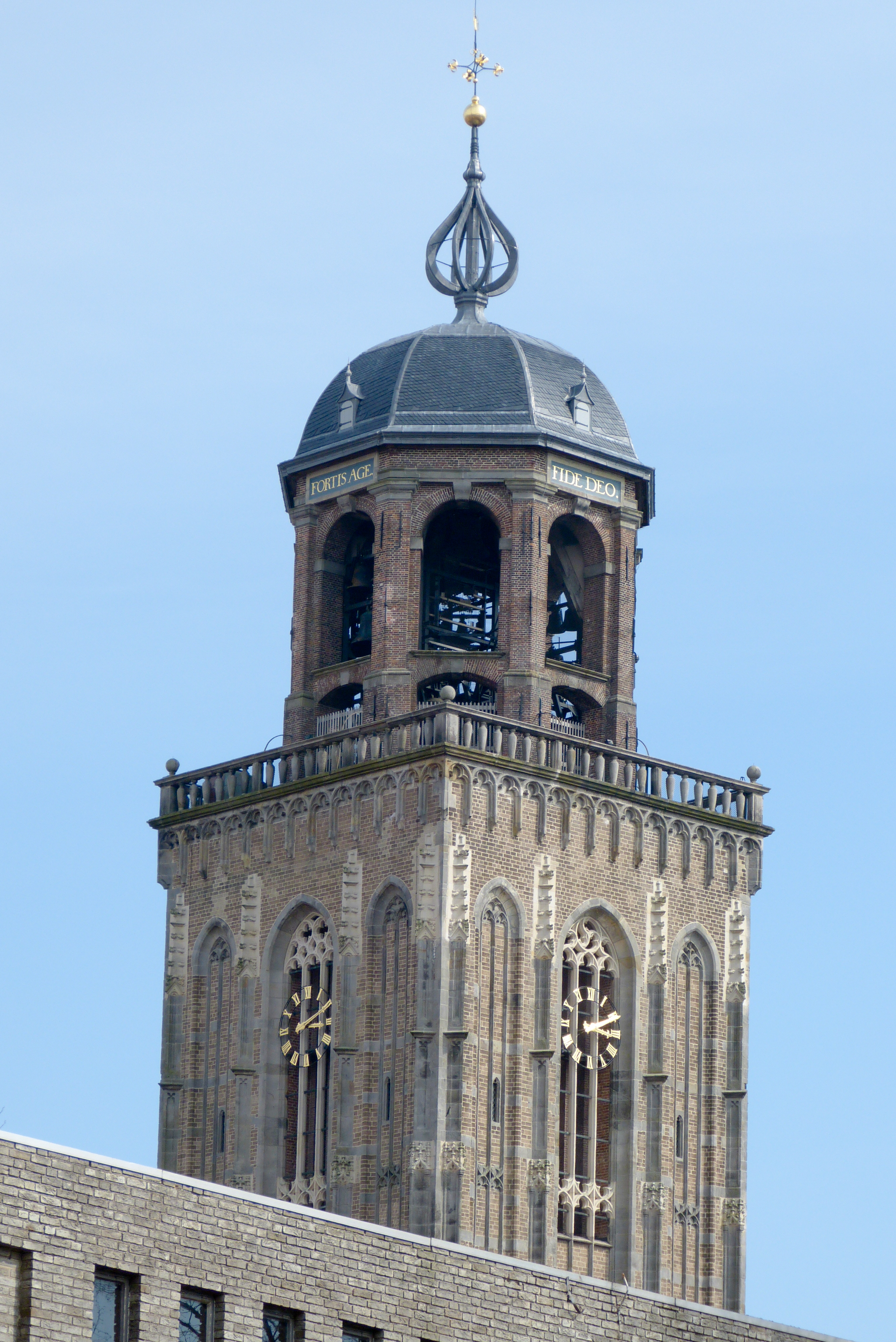
De twee zijden van de lantaarn op de toren van de Lebuinuskerk met het eerste en het laatste deel van de pentameter van de hand van Sylvanus

Naast zijn functie in de school, was Sylvanus van 1604 tot 1618 ouderling van de Lebuinuskerk. In 1613 schreef hij op verzoek van de magistraat een Latijnse tekst voor op de vier zijden van de achthoekige lantaarn (een ontwerp van Hendrick de Keyser uit 1613) op de toren van de Lebuinuskerk. De tekst, een pentameter, luidt: 
Fide Deo (Vertrouw op God)
Vigila (Wees waakzaam)
Consule (Ga met overleg te werk)
Fortis Age (Wees sterk)
De Deventenaar en streekhistoricus M. E. Houck (1858–1939) vertaalde de tekst als volgt: Op God den Heer vertrouwen / Uit waakzame ogen schouwen / Bezinnen voor beginnen / Kloeke daden minnen.
In 1616 werd bij drukker J. Christianus aan het Grote Kerkhof het Profiel van Deventer van Claes Jansz. Visscher (1615) voorzien van een beschrijving van de stad door Sylvanus. Later werd de tekst onder de titel Beschryvinge der stad Deventer opgenomen in de tweede druk (1714) van het werk Korte chronyke der stadt Deventer van Arnold Moonen. 
In 1617 werd Sylvanus lid van de gezworen gemeente, waar hij tot zijn verontwaardiging in 1618 weer uit werd gezet onder het voorwendsel dat hij geen burger was.
In 1619 namen de predikanten Jacobus Revius en Caspar Sibelius zitting in de nieuw ingestelde schoolraad van Deventer. Zij zorgden voor reformatie van het onderwijs, onder meer aan de hand van de Heidelbergse Catechismus. De denkbeelden van Sylvanus en twee scholasters pasten niet bij deze ingeslagen richting, waarop zij (met uitbetaling van een jaarsalaris) werden ontslagen. Sylvanus en Revius waren (aanvankelijk) goed bevriend, getuige het feit dat Sylvanus in 1615 nog op de bruiloft van Revius was uitgenodigd en voor die gelegenheid speciaal een gedicht had geschreven.

## Latere jaren
Na zijn ontslag in Deventer verhuisde Sylvanus wederom terug naar Doesburg, waar hij burgemeester werd. In 1624 verscheen een gedicht van hem in een bundel van Willem Baudartius, Memoryen ofte Cort verhael der gedenck-weerdichste so kercklicke als werltlicke gheschiedenissen (...). Omdat hij in financiële moeilijkheden kwam, wendde hij zich in 1625 tot de raad van Deventer, waar hij op basis van zijn situatie en zijn jarenlange inzet vroeg om ondersteuning. Hierop maakte de raad hem enkele jaren, uit mededogen, 200 gulden over. In 1627 trouwde Sylvanus in Zutphen met Margareta Wessels. Hij overleed in 1653, waarna hij op 10 mei in de Grote of Martinikerk in Doesburg werd begraven.
- Biografisch Portaal: 91279505
- Digitale Bibliotheek voor de Nederlandse Letteren: sylv002
- Gemeinsame Normdatei: 1076754031
- Virtual International Authority File: 50144782954673482117